# Étienne Martin

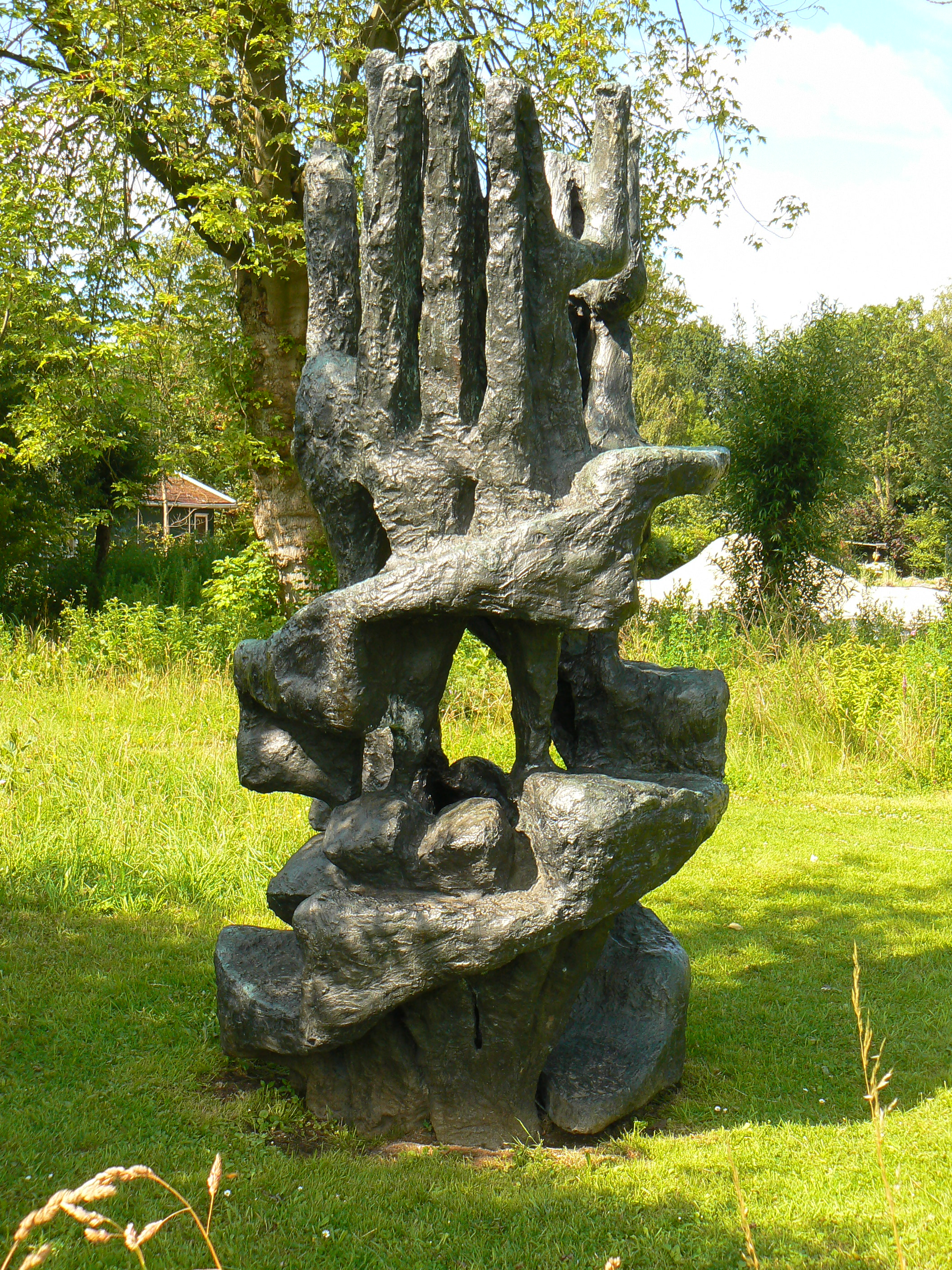
Henri Étienne Martin, scultura Woning 4, 1961, Siegerpark (Amsterdam)

Étienne Martin (Loriol-sur-Drôme, 4 febbraio 1913 – Parigi, 21 marzo 1995) è stato uno scultore francese.

## Biografia
Membro del gruppo "Témoignage", fin dal 1935, Henri Étienne Martin celebrò il vitalismo della natura, nelle sue Dimore in gesso e nei suoi Draghi in legno. Insieme a Juana Muller e a Véra Pagava espose a Parigi, nel 1947, alla galleria "Jeanne Bucher".
Ha esposto alla XXXIII Esposizione internazionale d'arte di Venezia (18 giugno-16 ottobre 1966).
Nel 1998, sotto la presidenza di Jacques Chirac, sono state collocate nel Giardino delle Tuileries alcune sculture moderne, tra cui una di Étienne Martin.